# Lista de municípios de Santa Catarina por população (1900)
Esta é uma lista dos municípios de Santa Catarina (na época Estado de Santa Catharina) por população, segundo o censo de 1900, o terceiro realizado no Brasil.
De acordo com o censo, a população do estado era de 320 289 habitantes (1,93% do total do país), a décima quinta maior dentre as Unidades da Federação contemporâneas. Blumenau era o município mais populoso, seguido da capital Florianopolis, enquanto que Campo Alegre tinha a menor população. O estado estava oficialmente dividido em 26 municípios, constituídos de 69 distritos. A lista conserva a grafia e o nome dos municípios da época.

## População dos municípios
| Posição         | Posição         | Município       | População | % do estado | Razão de sexo |
| 1900            | Mudança         | Município       | População | % do estado | Razão de sexo |
| --------------- | --------------- | --------------- | --------- | ----------- | ------------- |
| 1º              | (2)             | Blumenau        | 35 421    | 11,06       | 1,0607        |
| 2º              | (0)             | Florianopolis   | 32 229    | 10,06       | 0,9298        |
| 3º              | (3)             | Tubarão         | 30 508    | 9,53        | 1,0664        |
| 4º              | (3)             | Lages           | 18 875    | 5,89        | 1,0583        |
| 5º              | (4)             | Joinville       | 18 587    | 5,80        | 1,0684        |
| 6º              | (0)             | Palhoça         | 17 694    | 5,52        | 1,0164        |
| 7º              | (3)             | Laguna          | 16 451    | 5,14        | 0,9996        |
| 8º              | (0)             | Araranguá       | 16 291    | 5,09        | 1,0240        |
| 9º              | (1)             | Itajahy         | 15 817    | 4,94        | 1,0260        |
| 10º             | (5)             | Tijucas         | 13 466    | 4,20        | 1,0250        |
| 11º             | (10)            | São José        | 10 450    | 3,26        | 0,9442        |
| 12º             | (1)             | Biguassú        | 9 548     | 2,98        | 0,9946        |
| 13º             | (0)             | Brusque         | 9 105     | 2,84        | 1,0374        |
| 14º             | (3)             | Imaruhy         | 7 959     | 2,48        | 0,9749        |
| 15º             | (1)             | São Francisco   | 7 937     | 2,48        | 0,8929        |
| 16º             | (0)             | Paraty          | 7 220     | 2,25        | 0,9556        |
| 17º             | (4)             | Costa da Serra  | 6 738     | 2,10        | 1,0624        |
| 18º             | (4)             | Campos Novos    | 6 636     | 2,07        | 1,0356        |
| 19º             | (1)             | Curytibanos     | 6 319     | 1,97        | 1,0470        |
| 20º             | (1)             | Garopaba        | 5 881     | 1,84        | 1,0563        |
| 21º             | (9)             | São Bento       | 5 721     | 1,79        | 1,0646        |
| 22º             | (2)             | Camboriú        | 5 222     | 1,63        | 1,0108        |
| 23º             | (0)             | Porto Bello     | 4 728     | 1,48        | 0,9643        |
| 24º             | (0)             | Nova Trento     | 4 696     | 1,47        | 0,9983        |
| 25º             | (0)             | Jaguaruna       | 4 121     | 1,29        | 1,0636        |
| 26º             | (0)             | Campo Alegre    | 2 669     | 0,83        | 1,0999        |
| Santa Catharina | Santa Catharina | Santa Catharina | 320 289   | 100         | 1,0178        |

## Composição populacional
De acordo com o censo, haviam 2,8 mil homens excedentes em relação às mulheres, sendo a razão de sexo do estado de 1,0178, o município de Campo Alegre tinha a maior razão de sexo, enquanto que São Francisco tinha a menor. Haviam 21 mil estrangeiros habitando o estado, totalizando 6,6% da população, destes, 8,7 mil eram de origem italiana, 5,6 mil eram de origem alemã e 2,3 mil eram de origem austro-húngara. O contingente alfabetizado no estado era de 25,7%.

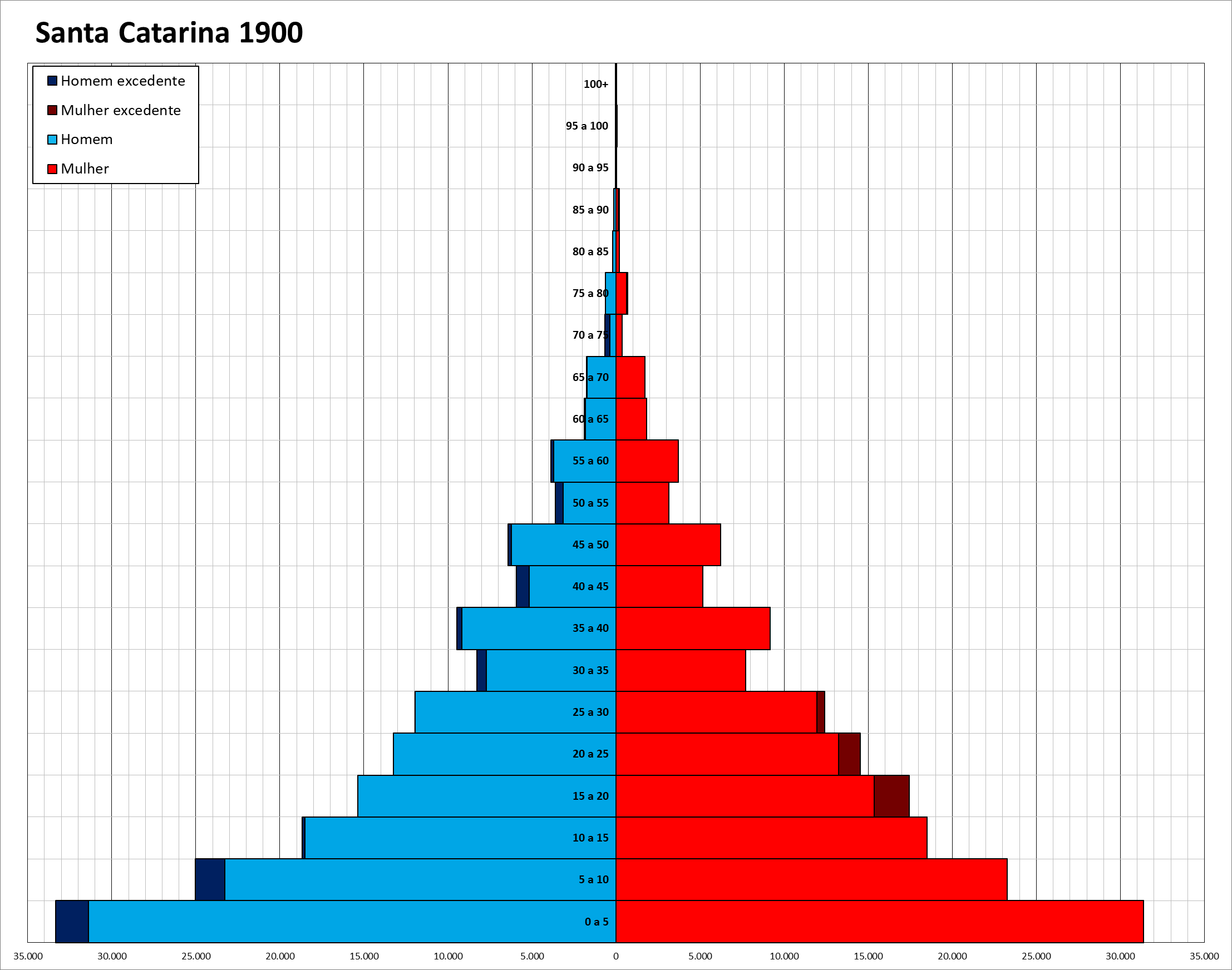
Pirâmide etária catarinense em 1900.

### Composição etária
Em 1900, Santa Catarina se encontrava no primeiro estágio da transição demográfica, caracterizado por alta taxa de natalidade e mortalidade, 46,9% da população do estado se enquadrava como criança (0 a 15 anos), 18,9% eram jovens (15 a 25 anos), enquanto que adultos (25 a 65 anos) e idosos (acima de 65 anos) eram respectivamente, 31,5% e 2,1% da população.

### Composição religiosa
Santa Catarina apresentava 169,6 mil habitantes que se denominavam católicos, 35,7 mil protestantes e 347 de outras religiões, ademais, 14,6 mil habitantes tiveram sua religião ignorada.